# 基拉鐸足球會
基拉鐸足球會（Giradot F.C.）是一支哥倫比亞足球會，位於哥倫比亞基拉鐸。球會於1995年成立加入乙組聯賽。因財政問題球隊參加完2008年賽季後搬遷至柏美拿，重新命名為柏美拿體育會。球隊有望在2011年重返基拉鐸。

## 外部連結
- http://www.dimayor.com.co/Equipos/Girardot_FC_317-9618.html%5B%5D